# Western Union

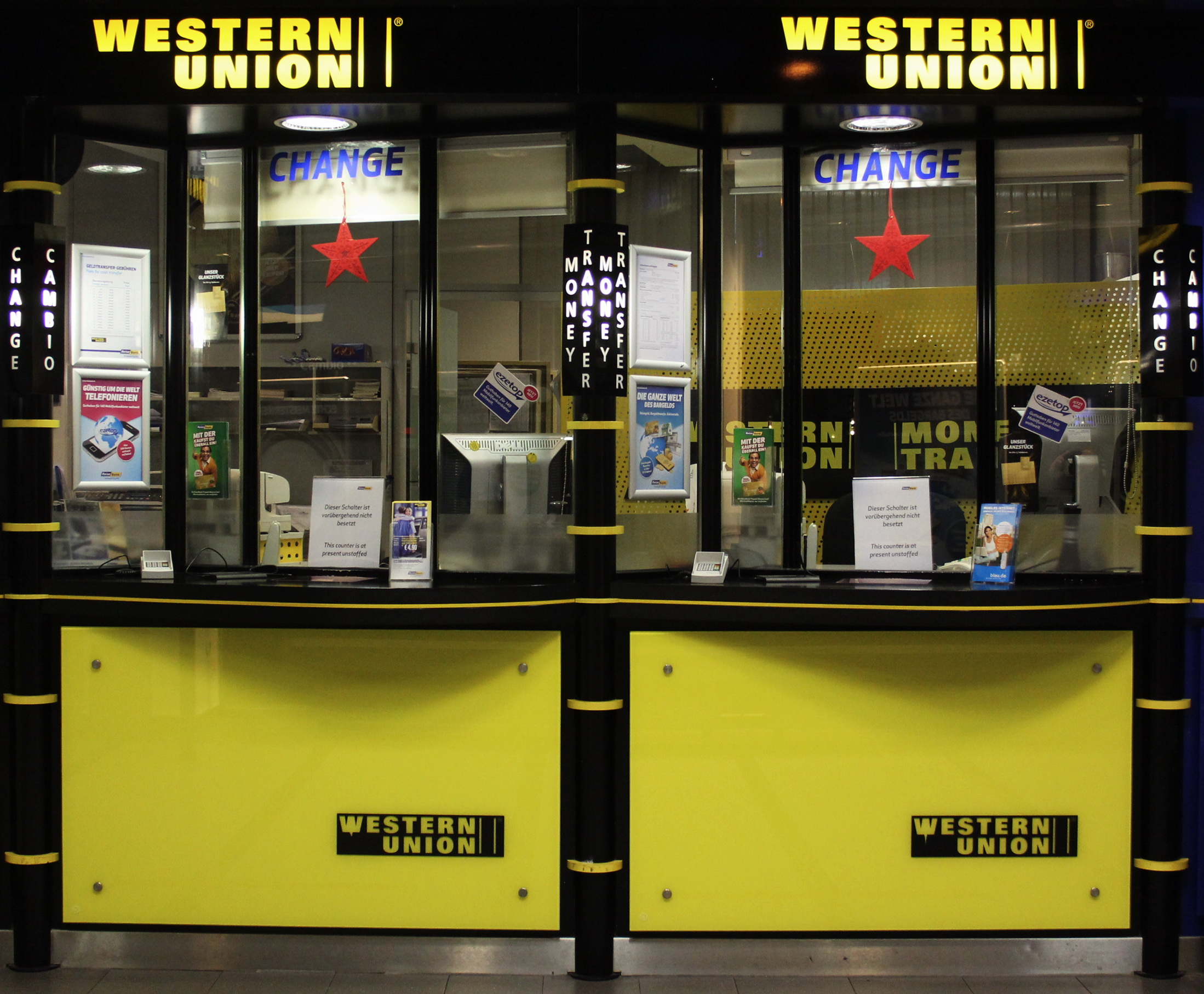
Schalter von Western Union am Hauptbahnhof München

Western Union ist ein US-amerikanischer Anbieter von Auslandsüberweisungen. Er bietet unter anderem die Möglichkeit, Geld zu transferieren, Rechnungen zu bezahlen und Zahlungsanweisungen zu erwerben. Dieser Transfer wird vielfach von Arbeitsmigranten genutzt, um Geld an Angehörige in ihren Herkunftsländern zu schicken. Western Union ist an der New York Stock Exchange und im S&P 500 Index gelistet.

## Geschichte
Western Union wurde 1851 in Rochester von Hiram Sibley (1807–1888) als The New York and Mississippi Valley Printing Telegraph Company gegründet.
1856 änderte sie ihren Namen in Western Union Telegraph Company (nachdem sie einige Mitbewerber übernommen hatte), um die Verbindung der Telegraphenlinien von Küste zu Küste zu verdeutlichen.
Western Union stellte 1861 die erste transkontinentale Telegraphenlinie fertig. 1865 gründete sie – für den Versuch, Amerika und Europa über Alaska und Sibirien nach Moskau zu verbinden – die Russian American Telegraph.
1869 führte sie den ersten Börsenfernschreiber ein und 1870 einen standardisierten Zeitservice. 1871 führte Western Union ihren Service zur Geldüberweisung ein, der auf ihrem umfassenden Telegraphennetz basierte. Als das Telefon den Telegraphen ersetzte, wurde das Überweisungsgeschäft zum Hauptzweck des Unternehmens.
Als 1884 der Börsenindex Dow Jones Transportation Average für die New York Stock Exchange ins Leben gerufen wurde, war Western Union eine der ursprünglichen elf teilnehmenden Firmen.
1914 gab Western Union die erste Kreditkarte für Verbraucher heraus; 1920 führten sie Fernschreiber ein, um ihre Geschäftsstellen zu verbinden. 1933 folgten gesungene Telegramme, Faxverkehr zwischen Städten 1935, und kommerzielle Richtfunkverbindungen zwischen Städten 1943. 1958 begannen sie, ihren Kunden Telex anzubieten. 1964 führte Western Union die Nutzung transkontinentaler Funkverbindungen ein.
Western Union wurde 1974 Amerikas erstes Telekommunikationsunternehmen mit eigenen Kommunikationssatelliten in einer geosynchronen Umlaufbahn. Diese Satelliten (Westar 1 bis 6 und Westar 6S) transportierten die Daten für Telegramme und Mailgramme zwischen den landesweiten Western-Union-Niederlassungen. Sie übernahmen auch den Verkehr für ihre Telex- und TWX-(Telex II)-Dienste. Die Transponder der Westar-Satelliten wurden auch an andere Unternehmen vermietet, um Video-, Sprach-, Daten- und Fax-Übertragungen weiterzuleiten.
In den frühen 1980er Jahren begann Western Union wegen rückläufiger Gewinne und steigender Schulden den langsamen Rückzug aus telekommunikationsbasierten Anlagen. Angesichts der damaligen Deregulierung begann Western Union, sein Geschäft mit Geldtransfers auf Gebiete außerhalb der USA auszuweiten und definierte sich neu als „The fastest way to send money worldwide“.
1994 wurde Western Union durch die First Financial Management Corporation aufgekauft, die ein Jahr später mit der First Data Corporation zusammenging. Am 26. Januar 2006 gab die First Data Corporation die Ausgliederung von Western Union als unabhängiges, börsengehandeltes Unternehmen bekannt.
Präsident und Chief Executive Officer (CEO) des Unternehmens ist seit Dezember 2021 Devin McGranahan. Davor war es seit 1. September 2010 Hikmet Ersek gewesen; und wiederum davor war es seit September 2006 Christina Gold. Gold erhielt 2009 Vergütungen von insgesamt 8,1 Millionen US-Dollar. Damit verdiente sie 2009 – dem Jahr einer weltweiten Wirtschafts- und Bankenkrise – mehr als dreimal so viel wie 2008, währenddessen der Gewinn der Firma um 8 % sank.
Im Geschäftsjahr 2018 erzielte Western Union mit 12.000 Mitarbeitern einen Umsatz von 5,573 Milliarden USD.

## Geldtransfer
Der Geldtransfer unter Privatpersonen ist heute die meistgenutzte Dienstleistung von Western Union. Sender und Empfänger benötigen für die Transaktion kein Bankkonto und keine Kreditkarte. Prinzipiell kann der Sender einen Betrag in beliebiger Höhe verschicken. Um den gesetzlichen Bestimmungen des jeweiligen Staates zu entsprechen, muss der Sender ein gültiges amtliches Ausweisdokument vorlegen oder sich auf andere Weise identifizieren lassen. Bei Zahlungen über das Internet genügt in der Regel eine internationale Kreditkarte. Der Sender erhält bei der Überweisung eine sogenannte Money Transfer Control Number (MTCN), mit deren Hilfe die Transaktion verfolgt werden kann. Wenige Minuten später steht das Geld dem Empfänger weltweit zur Auszahlung bereit. Zur Auszahlung muss der Empfänger ebenfalls einen gültigen Identitätsnachweis, den Namen des Senders, das Land, aus dem gesendet wurde, sowie die Höhe des Betrages angeben und bekommt dann sofort den Betrag in der jeweiligen Währung seines eigenen Landes bar ausgezahlt. Wichtig ist hierbei auch, dass der Empfängername absolut korrekt und in lateinischen Buchstaben – aber ohne Umlaute – geschrieben ist, ansonsten erfolgt keine Auszahlung. Die Gutschrift kann aber auch auf eine Kreditkarte erfolgen.

### Verfahren in Deutschland
Von Deutschland aus ist grundsätzlich nur der Geldtransfer an Privatpersonen möglich. Dies wird hauptsächlich von Deutschen mit Migrationshintergrund bzw. Arbeitsmigranten genutzt, um Geld an ihre Familie in ihren Heimatländern zu schicken. 2004 betrugen diese Rücküberweisungen „Remittances“ aus Deutschland 10 Milliarden US-Dollar. Deutschland ist im internationalen Vergleich einer der größten Remittance-Märkte.
Der Sender kann in Deutschland maximal 6200 Euro verschicken. Nur mit gültigem EU-Personalausweis oder Reisepass (kein Führerschein, Aufenthaltstitel oder Personalausweis aus dem Nicht-EU-Ausland) ist eine Überweisung mit Bargeld möglich. Der Absender füllt ein Sendeformular in einem Standort von Western Union aus, gibt es mit dem Geld am Schalter ab und zeigt sein Ausweisdokument vor. Die Gebühren variieren je nach Bestimmungsort und Höhe des verschickten Betrags. Beim Geldtransfer in manche Länder muss zusätzlich eine Testfrage vereinbart werden, die der Empfänger beantworten muss, wenn er das Geld entgegennimmt. Um einem Missbrauch des Services vorzubeugen, wird bei bestimmten Transfers abhängig von der Betragshöhe und dem Empfangsland eine gesonderte Sicherheitsüberprüfung vorgenommen.
Nach der zweiten Online-Transaktion muss man über das Postident-Verfahren seine Ausweisdaten überprüfen lassen, bevor der Onlineservice genutzt werden kann.
Seit 2007 können Postbank-Kunden außerdem Geld mit Western Union per Postbank-Onlinebanking von ihrem Girokonto aus verschicken.

### Gebühren
Western Union wird vor allem aus zwei Gründen kritisiert:
- Das Unternehmen verlangte für den Bargeldtransfer Bearbeitungsgebühren, deren Höhe seit Jahren öffentlich – sogar von den Regierungschefs der G8-Staaten – kritisiert wurde.[6][7] Die Online-Kampagnenplattform Avaaz appellierte im Januar 2011 an WU, die Gebühren auf ein faires Niveau zu senken und maximal 5 % der überwiesenen Summe als Gebühr zu nehmen.[8] Die Weltbank stellte wegen der hohen Gebühren eine Seite ins Internet, die es jedermann ermöglichte, einen günstigeren Anbieter zu finden.[7] Auf dem G8-Gipfel in L’Aquila 2009 wurde das Ziel beschlossen, die Bearbeitungskosten zu senken.[9][10]
- Wechselkurse, die vom Mittelkurs oder von marktüblichen Wechselkursen abweichen (die Abweichung wird Spread oder exchange rate margin genannt) – zu Gunsten von Western Union und damit zu Ungunsten des Kunden: Durch die ungünstigen Wechselkurse zahlt er indirekt eine weitere Gebühr.

### Missbrauch und Kritik
Alle Geldtransferdienste, nicht nur Western Union, ermöglichen es Kriminellen, unrechtmäßig erlangtes Geld schnell aus einem Land zu schaffen – zum Beispiel in ein Empfängerland, in dem Korruption bzw. Anomie herrschen und bei dem es nicht bzw. kaum möglich ist, den Empfänger des transferierten Geldes zu identifizieren oder das überwiesene Geld zurückzuerlangen.
Western Union arbeitet mit Aufsichts- und Strafverfolgungsbehörden sowie Präventionsstellen zusammen, um gegen den Missbrauch von Geldtransferdiensten vorzugehen. In Deutschland besteht seit 2005 eine Kooperation mit der Polizeilichen Kriminalprävention der Länder und des Bundes (ProPK). Außerdem unterstützt Western Union das Pilotprojekt „elektronische Verdachtsanzeige“ der E-Government 2.0-Initiative der Bundesregierung. Ziel der Initiative ist es, Verwaltungsabläufe in deutschen Ämtern unbürokratischer zu machen und verdächtige Transaktionen schneller den Behörden zu melden.
Im Januar 2017 wurde bekannt, dass das Unternehmen gegenüber amerikanischen Behörden gestanden hat, vorsätzlich ein ineffektives Anti-Geldwäsche-System betrieben sowie Beihilfe zum „Betrug mittels Kommunikationseinrichtungen“ (wire fraud) geleistet zu haben. Es schloss einen Vergleich mit den beteiligten Behörden, der unter anderem die Bereitstellung von 586 Millionen US-Dollar für die Entschädigung von mittels Western Union betrogener Verbraucher vorsieht. 
Das LKA Niedersachsen wies in diesem Zusammenhang darauf hin, dass Entschädigungen nicht auf US-amerikanische Opfer beschränkt sind.

## Verbreitung

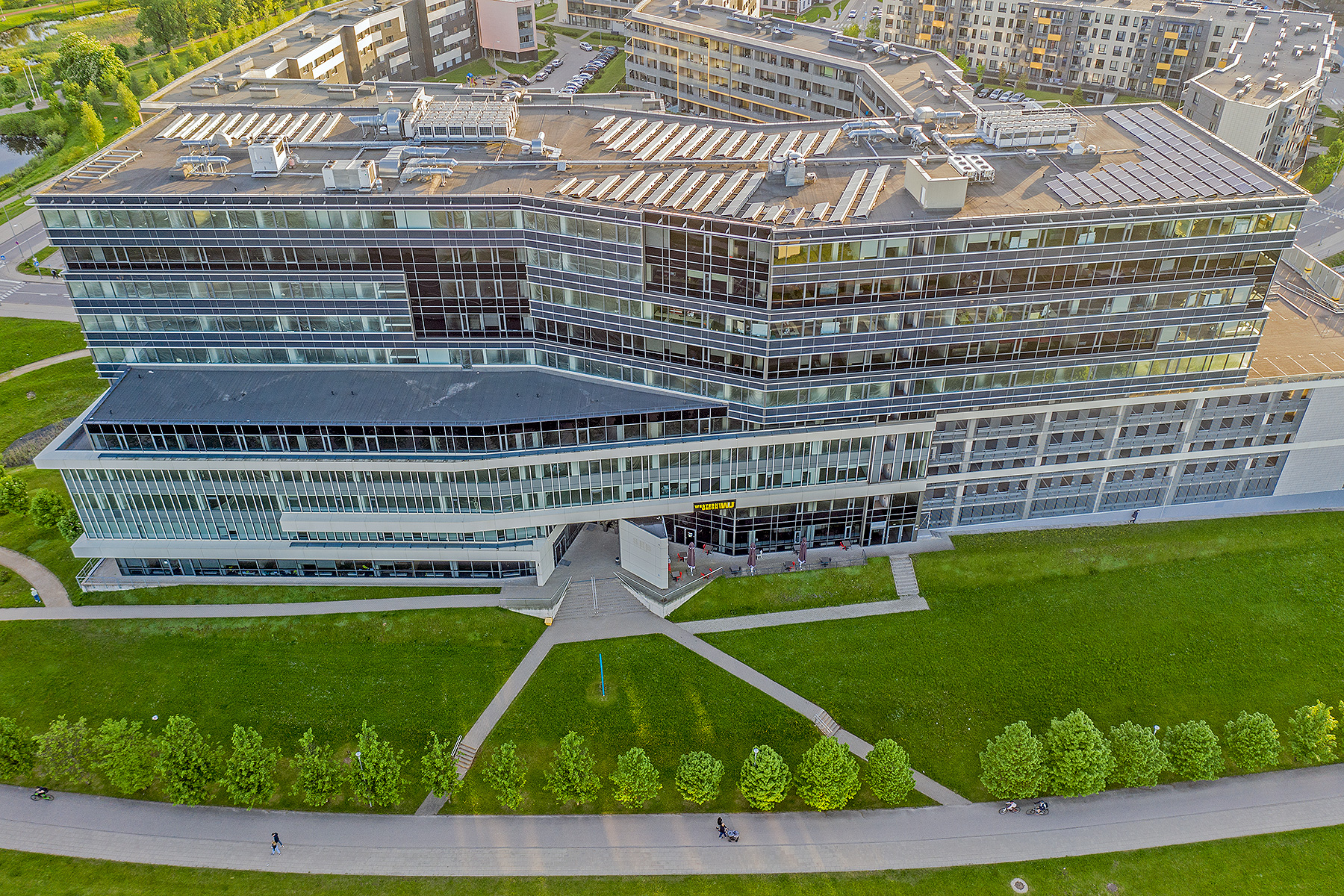
Western Union Regional Operation Center in Vilnius

Im Juli 2011 war Western Union an 455.000 Vertriebsstandorten weltweit anzutreffen. Im Dezember 2018 waren es dann über 500.000.
In Deutschland bieten unter anderem die Filialen der Reisebank und der Postbank (ersetzte dort den ehemaligen Minutenservice der Post) ihren Kunden den Western Union Geldtransfer mit Bareinzahlung an.
Die Western Union International Bank wurde im Oktober 2004 gegründet und agiert in 16 Staaten der EU. Als Vertriebspartner von Western Union bietet sie in ihren 44 Filialen (29 davon in Deutschland) den Geldtransferdienst von Western Union an.
Im Mai 2017 war das Western-Union-Netzwerk für Online-Transaktionen bereits in 40 Staaten verfügbar.

## Internetvorläufer

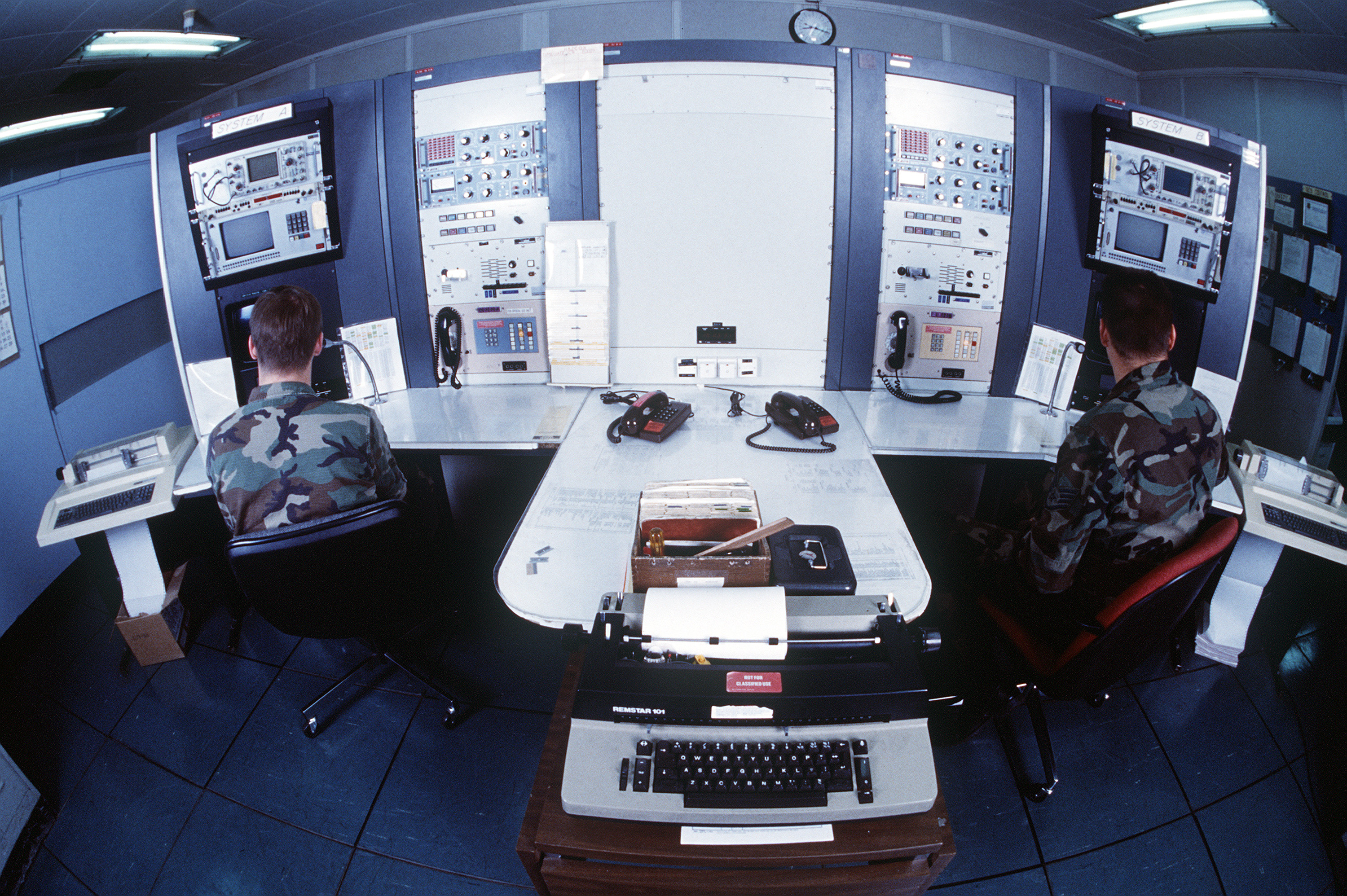
AUTODIN der US Air Force, 1989

Western Union war am Automatic Digital Network (AUTODIN) beteiligt. AUTODIN diente der Kommunikation des amerikanischen Militärs und wurde in den 1960er Jahren entwickelt. Das Defense Message System (DMS) ersetzte AUTODIN 2000.
Eine aus AUTODIN hervorgegangene Erfindung war Western Unions computerbasierter Service EasyLink. Er wurde für die Verwendung in der Wirtschaft entwickelt und stellte eines der ersten Systeme dar, mit dem Nicht-Regierungs-Teilnehmer elektronische Nachrichten versenden konnten. Außerdem ermöglichte er, die gleiche Nachricht an verschiedene Empfänger als E-Mail, Fax, Mailgramm und Telex zu senden. Er ermöglichte auch den Empfang dieser Formate. Über den Dienst konnten die Nutzer über die InfoLink-Anwendung auch eigene Nachforschungen anstellen. EasyLink Services ist heute ein eigenes Unternehmen.

## Sponsoring
Von August 2017 bis August 2021 kooperierte Western Union als Sponsor mit dem englischen Premier-League-Verein FC Liverpool. Für das Firmenlogo auf den Ärmeln der Liverpool-Spieler zahlte Western Union jährlich 5 Millionen Pfund.

## Alternative Angebote
- MoneyGram
- Hawala
- Ria Money Transfer
- Azimo